# Leticia Cugliandolo
Leticia F. Cugliandolo, née le 11 février 1965 en Argentine, est une physicienne italo-argentine. Elle enseigne et dirige ses recherches au laboratoire de physique théorique et hautes énergies à Sorbonne Université. Elle a été directrice de l'école de physique des Houches 2007-2017 et elle est membre senior de l'Institut universitaire de France depuis octobre 2014. Elle a reçu le prix Irène-Joliot-Curie pour ses travaux en physique fondamentale et ses contributions à la théorie des verres, le Marie Curie Excellence Award en 2003, la Bourse Guggenheim en 2002, et le prix Langevin en 2002.  

## Carrière
Après un master en physique à l'université nationale de La Plata en 1991, elle a passé sa thèse en physique intitulée The quantization of topological field theories sous la direction de Fidel A. Schaposnik dans la même université en 1991. Elle a fait ses recherches postdoctorales à l'université de Rome « La Sapienza » de 1992 à 1994 puis au Service de physique de l'état condensé au Centre CEA de Saclay de 1994 à 1996 et au Laboratoire de Physique Théorique à l'École normale supérieure en 1997. Elle est Habilitée à diriger de recherches à l'université Pierre-et-Marie-Curie depuis 2000. Elle a été membre junior de l'Institut universitaire de France de 2004 à 2009 et membre senior du même institut de 2014 à 2019. Elle a effectué un séjour de longue durée à l'Université Harvard (2002) et d'autres au Centre international de physique théorique (ICTP) Trieste Italia, l'Institut Kavli de physique théorique (KITP) à l'université de Californie à Santa Barbara et l'Universidad Nacional de Mar del Plata et l'Université de Buenos Aires, en Argentine. En 2024, elle est élue à l'Académie nationale des sciences américaine.

## Récompenses
- 2002 : Bourse Guggenheim
- 2002 : prix Paul-Langevin de la Société française de physique[6]
- 2003 : Marie Curie Excellence Award European Commission 6th Framework Programme
- 2015 : prix Irène-Joliot-Curie[7]
- 2024 : élue membre de l'Académie nationale des sciences (États-Unis)
- 2024 : Premio Raíces Argentina
- 2025 : Prix Lars Onsager American Physical Society